# Paracuellos de la Ribera
Paracuellos de la Ribera é um município da Espanha na província de Saragoça, comunidade autónoma de Aragão. Tem 114,92 km² de área e em 2021 tinha 131 habitantes (densidade: 1,1 hab./km²).

## Demografia
| Variação demográfica do município entre 1991 e 2004 | Variação demográfica do município entre 1991 e 2004 | Variação demográfica do município entre 1991 e 2004 | Variação demográfica do município entre 1991 e 2004 |
| --------------------------------------------------- | --------------------------------------------------- | --------------------------------------------------- | --------------------------------------------------- |
| 1991                                                | 1996                                                | 2001                                                | 2004                                                |
| 351                                                 | 331                                                 | 255                                                 | 234                                                 |